# Ryarsh
Ryarsh est une localité anglaise du comté de Kent, au Royaume-Uni.